# Ambrose Maréchal
Ambrose Maréchal (Ingré, 4 dicembre 1768 – Baltimora, 29 gennaio 1828) è stato un religioso e arcivescovo cattolico francese.

## Biografia
Ambrose Maréchal nacque il 4 dicembre 1768 a Ingré, in Francia, intraprendendo ancora giovane la carriera ecclesiastica ed entrando nella Compagnia dei sacerdoti di San Sulpizio di Parigi.
Il 14 luglio 1817 venne nominato arcivescovo metropolita di Baltimora.
Morì a Baltimora il 29 gennaio 1828.

## Genealogia episcopale e successione apostolica
La genealogia episcopale è:
- Cardinale Scipione Rebiba
- Cardinale Giulio Antonio Santori
- Cardinale Girolamo Bernerio, O.P.
- Arcivescovo Galeazzo Sanvitale
- Cardinale Ludovico Ludovisi
- Cardinale Luigi Caetani
- Cardinale Ulderico Carpegna
- Cardinale Paluzzo Paluzzi Altieri degli Albertoni
- Cardinale Gaspare Carpegna
- Cardinale Fabrizio Paolucci
- Cardinale Francesco Barberini
- Cardinale Annibale Albani
- Cardinale Federico Marcello Lante Montefeltro della Rovere
- Vescovo Charles Walmesley, O.S.B.
- Arcivescovo John Carroll, S.I.
- Cardinale Jean-Louis Anne Madelain Lefebvre de Cheverus
- Arcivescovo Ambrose Maréchal, P.S.S.

La successione apostolica è:
- Vescovo Benedict Joseph Fenwick, S.I. (1825)
- Vescovo John Dubois, P.S.S. (1826)